# تپه و محوطه عباس‌آباد
تپه و محوطه عباس‌آباد مربوط به هزاره اول قبل از میلاد است و در شهرستان کهنوج، بخش رودبار، روستای عباس‌آباد واقع شده و این اثر در تاریخ ۲۷ مرداد ۱۳۸۲ با شمارهٔ ثبت ۹۵۷۹ به‌عنوان یکی از آثار ملی ایران به ثبت رسیده است.